# Heinrich von Limburg-Broich
Graf Heinrich von Limburg-Broich († 23. Juli 1486) war deutscher Adliger. Durch Abstammung und Erbe Graf von Limburg und Herr zu Broich.

## Abstammung
Graf Heinrich von Limburg-Broich kam als Sohn des Grafen Dietrich V. von Limburg-Broich (* 1387; † 16. Januar 1444) und dessen Ehefrau Henrika von Wisch († 1459) zur Welt.

## Leben
Nachdem Heinrichs Vater Dietrich V. zahlreiche Fehden geführt hatte, erklärte schließlich sein Lehnsherr Herzog Adolf II. von Kleve-Mark am 9. Juni 1439 das Lehen für verlustig gegangen, und Heinrich wurde als sein Nachfolger mit der Herrschaft Broich belehnt.
Die Gerüchte um einen bevorstehenden Angriff des Kölner Erzbischofs Dietrich II. von Moers auf die Herrschaft Broich veranlassten Heinrichs Lehnsherren Herzog Adolf II. von Kleve-Mark, den befestigten Kirchhof im Jahr 1443 mit Artillerie, Truppen und Verpflegung zur Verteidigung herzurichten. Die Überlegung des Herzogs, im Juli von seinem Öffnungsrecht am Schloss Broich Gebrauch zu machen, konnte ihm Graf Heinrich noch ausreden. Am 2. September rückte schließlich der Kölner Erzbischof mit seinem Verbündeten Herzog Gerhard von Jülich-Berg und anderen Edelherren mit einem Heer von 22.000 Mann vor Schloss Broich und belagerten und beschossen es 18 Tage lang. Graf Heinrich verließ die Burg fluchtartig aus Furcht vor der Rache des Erzbischofs. Sein Bruder Graf Wilhelm II., der nicht an der Fehde beteiligt war, kapitulierte schließlich und wurde drei Jahre später an Stelle Heinrichs mit Broich belehnt.
Nach dem Tod des Großvaters Graf Wilhelm I. von Limburg-Broich im Februar 1459 erhob Heinrich zusammen mit seinen Brüdern Wilhelm II. und Dietrich VI. gegen Graf Gumprecht II. von Neuenahr Anspruch auf die Grafschaft Limburg, obwohl der Großvater diese bereits 1442 seinem Schwiegersohn Gumprecht II. komplett übertragen hatte. Am 25. Juni 1459 wurde dennoch auch Wilhelm II. durch Herzog Gerhard von Jülich-Berg mit der Grafschaft belehnt. Da Gumprecht diese jedoch nicht anerkannte, kam es zur gewaltsamen Belagerung und Eroberung des Schlosses Hohenlimburg durch Truppen der drei Brüder. Weitere kriegerische Auseinandersetzungen konnten erst durch einen Schiedsspruch, an dem der Kölner Erzbischof Dietrich II. von Moers mitgewirkt hatte, im Jahr 1460 beigelegt werden. Er bestimmte, dass die Grafschaft künftig als Kondominium von allen Beteiligten regiert und Burgfrieden geschlossen werden sollte.
Nach dem Tod seines Bruders Wilhelm II. im Jahr 1473 übernahm Heinrich die Vormundschaft für dessen Kinder Johann, Maria und Irmgard. Für Johann trat er in Limburg bis 1484 stellvertretend als Regent auf. 1478 wurde er von Herzog Wilhelm von Jülich-Berg als Vormund der Kinder mit Limburg und Broich belehnt.
Heinrich starb am 23. Juli 1486.

## Ehe und Nachkommen
Graf Heinrich war seit 1450 verheiratet mit Irmgard von Boineburg († 1482).